# Grand Champions Cup maschile 2009
La Grand Champions Cup 2009 si è svolta dal 18 al 23 novembre 2009 a Nagoya e Osaka, in Giappone: al torneo hanno partecipato sei squadre nazionali e la vittoria finale è andata per la terza volta, la seconda consecutiva, al Brasile.

## Impianti
|                                                                                     |                                                                                      |  |
|                                                                                     |                                                                                      |  |
| Nagoya Civic General Gymnasium Città: Nagoya Capienza: 10 000 Anno d'apertura: 1987 | Osaka Municipal Central Gymnasium Città: Osaka Capienza: 8 200 Anno d'apertura: 1996 |  |

## Regolamento

### Formula
Le squadre hanno disputato un'unica fase con formula del girone all'italiana.

### Criteri di classifica
Sono stati assegnati 2 punti alla squadra vincente e 1 a quella sconfitta.
L'ordine del posizionamento in classifica è stato definito in base a:
- Punti;
- Ratio dei set vinti/persi;
- Ratio dei punti realizzati/subiti;
- Risultati degli scontri diretti.

## Squadre partecipanti
| Squadra  | Qualificazione                             | Ultima partecipazione |
| -------- | ------------------------------------------ | --------------------- |
| Brasile  | 1ª al campionato sudamericano 2009         | Giappone 2005         |
| Cuba     | 1ª al campionato nordamericano 2009        | Giappone 2001         |
| Egitto   | Wild card                                  | Giappone 2005         |
| Giappone | Paese organizzatore                        | Giappone 2005         |
| Iran     | 2ª al campionato asiatico e oceaniano 2009 | Debutto               |
| Polonia  | 1ª al campionato europeo 2009              | Debutto               |

## Torneo

### Risultati
| 18 novembre 2009 Osaka Municipal Gymnasium, Osaka Durata: 2h:03 - Spettatori: 520         | Egitto   | 2 - 3 | Iran     | 25-21, 20-25, 21-25, 25-17, 10-15 |
| 18 novembre 2009 Osaka Municipal Gymnasium, Osaka Durata: 2h:10 - Spettatori: 1 560       | Cuba     | 2 - 3 | Brasile  | 22-25, 26-24, 18-25, 25-23, 10-15 |
| 18 novembre 2009 Osaka Municipal Gymnasium, Osaka Durata: 2h:23 - Spettatori: 3 470       | Giappone | 3 - 2 | Polonia  | 22-25, 25-15, 21-25, 25-21, 15-10 |
| 19 novembre 2009 Osaka Municipal Gymnasium, Osaka Durata: 1h:52 - Spettatori: 507         | Iran     | 1 - 3 | Brasile  | 22-25, 18-25, 25-23, 19-25        |
| 19 novembre 2009 Osaka Municipal Gymnasium, Osaka Durata: 1h:51 - Spettatori: 1 015       | Polonia  | 1 - 3 | Cuba     | 25-22, 18-25, 18-25, 22-25        |
| 19 novembre 2009 Osaka Municipal Gymnasium, Osaka Durata: 2h:02 - Spettatori: 5 050       | Egitto   | 1 - 3 | Giappone | 15-25, 25-22, 21-25, 17-25        |
| 21 novembre 2009 Nagoya Civic General Gymnasium, Nagoya Durata: 1h:16 - Spettatori: 3 600 | Brasile  | 3 - 0 | Polonia  | 25-17, 25-17, 25-18               |
| 21 novembre 2009 Nagoya Civic General Gymnasium, Nagoya Durata: 2h:05 - Spettatori: 5 300 | Cuba     | 3 - 2 | Egitto   | 25-17, 23-25, 25-14, 23-25, 15-7  |
| 21 novembre 2009 Nagoya Civic General Gymnasium, Nagoya Durata: 2h:36 - Spettatori: 8 000 | Giappone | 3 - 2 | Iran     | 27-25, 18-25, 25-23, 20-25, 16-14 |
| 22 novembre 2009 Nagoya Civic General Gymnasium, Nagoya Durata: 1h:20 - Spettatori: 3 662 | Egitto   | 0 - 3 | Brasile  | 21-25, 22-25, 22-25               |
| 22 novembre 2009 Nagoya Civic General Gymnasium, Nagoya Durata: 1h:58 - Spettatori: 6 055 | Iran     | 1 - 3 | Polonia  | 23-25, 25-18, 26-28, 23-25        |
| 22 novembre 2009 Nagoya Civic General Gymnasium, Nagoya Durata: 1h:34 - Spettatori: 8 000 | Giappone | 0 - 3 | Cuba     | 19-25, 20-25, 22-25               |
| 23 novembre 2009 Nagoya Civic General Gymnasium, Nagoya Durata: 1h:41 - Spettatori: 2 071 | Cuba     | 3 - 1 | Iran     | 25-14, 25-22, 15-25, 25-15        |
| 23 novembre 2009 Nagoya Civic General Gymnasium, Nagoya Durata: 1h:12 - Spettatori: 3 816 | Polonia  | 3 - 0 | Egitto   | 25-19, 25-18, 25-19               |
| 23 novembre 2009 Nagoya Civic General Gymnasium, Nagoya Durata: 1h:33 - Spettatori: 7 903 | Brasile  | 3 - 0 | Giappone | 25-12, 26-24, 25-22               |

### Classifica
| Pos | Squadra  | Pt | G | V | P | SV | SP | Ratio | PF  | PS  | Ratio |
| --- | -------- | -- | - | - | - | -- | -- | ----- | --- | --- | ----- |
| 1   | Brasile  | 10 | 5 | 5 | 0 | 15 | 3  | 5.000 | 436 | 360 | 1.211 |
| 2   | Cuba     | 9  | 5 | 4 | 1 | 14 | 7  | 2.000 | 474 | 420 | 1.129 |
| 3   | Giappone | 8  | 5 | 3 | 2 | 9  | 11 | 0.818 | 430 | 437 | 0.984 |
| 4   | Polonia  | 7  | 5 | 2 | 3 | 9  | 10 | 0.900 | 402 | 433 | 0.928 |
| 5   | Iran     | 6  | 5 | 1 | 4 | 8  | 14 | 0.571 | 472 | 491 | 0.961 |
| 6   | Egitto   | 5  | 5 | 0 | 5 | 5  | 15 | 0.333 | 388 | 461 | 0.842 |

## Podio

### Campione
Formazione: 1 Br. de Rezende, 5 dos Santos, 6 Vissotto, 7 de Godoy, 8 Endres, 9 Lopes, 10 dos Santos, 11 Alves, 12 Tavares, 14 Santana, 16 Saatkamp, 17 Yared, CT: Be. de Rezende

### Secondo posto
Formazione: 1 Wilfredo León, 4 Joandry Leal, 6 Keibel Gutiérrez, 7 Osmany Camejo, 8 Rolando Cepeda, 9 Michael Sánchez, 12 Henry Bell, 13 Robertlandy Simón, 14 Raydel Hierrezuelo, 17 Odelvis Dominico, 18 Yoandri Díaz, 19 Fernando Hernández, CT: Orlando Blackwood

### Terzo posto
Formazione: 1 Osamu Tanabe, 2 Yūta Abe, 4 Yusuke Matsuta, 5 Daisuke Usami, 10 Daisuke Yako, 11 Yoshihiko Matsumoto, 13 Kunihiro Shimizu, 14 Tatsuya Fukuzawa, 15 Takaaki Tomimatsu, 16 Yūsuke Ishijima, 18 Yūta Yoneyama, 19 Shiro Furuta, CT: Tatsuya Ueta

## Classifica finale
| Pos | Squadra  |
| --- | -------- |
|     | Brasile  |
|     | Cuba     |
|     | Giappone |
| 4   | Polonia  |
| 5   | Iran     |
| 6   | Egitto   |

## Premi individuali
| Premio                | Nome              | Squadra  |
| --------------------- | ----------------- | -------- |
| MVP                   | Robertlandy Simón | Cuba     |
| Miglior realizzatore  | Kunihiro Shimizu  | Giappone |
| Miglior attaccante    | Tatsuya Fukuzawa  | Giappone |
| Miglior muro          | Robertlandy Simón | Cuba     |
| Miglior servizio      | Robertlandy Simón | Cuba     |
| Miglior palleggiatore | Bruno de Rezende  | Brasile  |
| Miglior libero        | Sérgio dos Santos | Brasile  |